# Daniel Laperrière
Daniel Jacques "Dan" Laperrière, född 28 mars 1969, är en kanadensisk före detta professionell ishockeyback som tillbringade fyra säsonger i den nordamerikanska ishockeyligan National Hockey League (NHL), där han spelade för St. Louis Blues och Ottawa Senators. Han producerade sju poäng (två mål och fem assists) samt drog på sig 27 utvisningsminuter på 48 grundspelsmatcher.
Laperrière spelade också för Schwenninger Wild Wings och Eisbären Berlin i Deutsche Eishockey Liga (DEL); Prince Edward Island Senators och Portland Pirates i American Hockey League (AHL); Peoria Rivermen, Atlanta Knights och Kansas City Blades i International Hockey League (IHL); Arizona Sundogs i Central Hockey League (CHL); HC Ajoie i Nationalliga B (NLB); EV Duisburg i 2. Eishockey-Bundesliga samt St. Lawrence Saints i National Collegiate Athletic Association (NCAA).
Han draftades av St. Louis Blues i femte rundan i 1989 års draft som 93:e spelare totalt.
Efter spelarkarriären har Laperrière varit assisterande tränare för Arizona Sundogs och Lake Erie Monsters samt talangscout för Colorado Avalanche, en position som han fortfarande innehar. Han vann Stanley Cup för säsongen 2021–2022.
Han är son till Jacques Laperrière, som spelade själv i NHL mellan 1962 och 1974 och vann sex Stanley Cup med Montreal Canadiens.

## Statistik
| 1988–1989   | St. Lawrence Saints           | NCAA        | 34  | 1  | 11  | 12  | 14  | —  | —  | —  | —  | —  |
| 1989–1990   | St. Lawrence Saints           | NCAA        | 29  | 6  | 19  | 25  | 16  | —  | —  | —  | —  | —  |
| 1990–1991   | St. Lawrence Saints           | NCAA        | 29  | 6  | 24  | 30  | 18  | —  | —  | —  | —  | —  |
| 1991–1992   | St. Lawrence Saints           | NCAA        | 32  | 8  | 45  | 53  | 36  | —  | —  | —  | —  | —  |
| 1992–1993   | St. Louis Blues               | NHL         | 5   | 0  | 1   | 1   | 0   | —  | —  | —  | —  | —  |
|             | Peoria Rivermen               | IHL         | 54  | 4  | 20  | 24  | 28  | —  | —  | —  | —  | —  |
| 1993–1994   | St. Louis Blues               | NHL         | 20  | 1  | 3   | 4   | 8   | —  | —  | —  | —  | —  |
|             | Peoria Rivermen               | IHL         | 56  | 10 | 37  | 47  | 16  | 6  | 0  | 2  | 2  | 2  |
| 1994–1995   | St. Louis Blues               | NHL         | 4   | 0  | 0   | 0   | 15  | —  | —  | —  | —  | —  |
|             | Peoria Rivermen               | IHL         | 65  | 19 | 33  | 52  | 42  | —  | —  | —  | —  | —  |
|             | Ottawa Senators               | NHL         | 13  | 1  | 1   | 2   | 0   | —  | —  | —  | —  | —  |
| 1995–1996   | Ottawa Senators               | NHL         | 6   | 0  | 0   | 0   | 4   | —  | —  | —  | —  | —  |
|             | Prince Edward Island Senators | AHL         | 15  | 2  | 7   | 9   | 4   | —  | —  | —  | —  | —  |
|             | Atlanta Knights               | IHL         | 15  | 4  | 9   | 13  | 4   | —  | —  | —  | —  | —  |
|             | Kansas City Blades            | IHL         | 23  | 2  | 6   | 8   | 11  | 5  | 0  | 1  | 1  | 0  |
| 1996–1997   | Portland Pirates              | AHL         | 69  | 14 | 26  | 40  | 33  | 5  | 0  | 2  | 2  | 2  |
| 1997–1998   | Schwenninger Wild Wings       | DEL         | 45  | 11 | 24  | 35  | 16  | 6  | 3  | 4  | 7  | 2  |
| 1998–1999   | Schwenninger Wild Wings       | DEL         | 46  | 9  | 30  | 39  | 52  | —  | —  | —  | —  | —  |
| 1999–2000   | Schwenninger Wild Wings       | DEL         | 55  | 17 | 29  | 46  | 16  | 12 | 2  | 4  | 6  | 0  |
| 2000–2001   | Eisbären Berlin               | DEL         | 38  | 5  | 10  | 15  | 12  | —  | —  | —  | —  | —  |
| 2001–2002   | Eisbären Berlin               | DEL         | 56  | 11 | 22  | 33  | 12  | 4  | 0  | 2  | 2  | 0  |
| 2002–2003   | EV Duisburg                   | 2.B         | 34  | 1  | 17  | 18  | 22  | —  | —  | —  | —  | —  |
| 2003–2004   | HC Ajoie                      | NLB         | 45  | 9  | 29  | 38  | 34  | 11 | 11 | 3  | 14 | 4  |
| 2004–2005   | HC Ajoie                      | NLB         | 27  | 6  | 15  | 21  | 6   | —  | —  | —  | —  | —  |
| 2005–2006   | CRS Express de Saint-Georges  | LNAH        | 40  | 6  | 23  | 29  | 4   | 3  | 0  | 1  | 1  | 2  |
| 2006–2007   | Arizona Sundogs               | CHL         | 60  | 11 | 46  | 57  | 40  | 14 | 4  | 9  | 13 | 8  |
| 2007–2008   | Arizona Sundogs               | CHL         | 61  | 18 | 33  | 51  | 28  | 17 | 3  | 15 | 18 | 4  |
| NHL totalt  | NHL totalt                    | NHL totalt  | 48  | 2  | 5   | 7   | 27  | —  | —  | —  | —  | —  |
| DEL totalt  | DEL totalt                    | DEL totalt  | 240 | 53 | 115 | 168 | 108 | 22 | 5  | 10 | 15 | 2  |
| AHL totalt  | AHL totalt                    | AHL totalt  | 84  | 16 | 33  | 49  | 37  | 5  | 0  | 2  | 2  | 2  |
| IHL totalt  | IHL totalt                    | IHL totalt  | 213 | 39 | 105 | 144 | 101 | 11 | 0  | 3  | 3  | 2  |
| CHL totalt  | CHL totalt                    | CHL totalt  | 121 | 29 | 79  | 108 | 68  | 31 | 7  | 24 | 31 | 12 |
| NLB totalt  | NLB totalt                    | NLB totalt  | 72  | 15 | 44  | 59  | 40  | 11 | 11 | 3  | 14 | 4  |
| NCAA totalt | NCAA totalt                   | NCAA totalt | 124 | 21 | 99  | 120 | 84  | —  | —  | —  | —  | —  |